# Fronteira (freguesia)
Fronteira is een plaats (freguesia) in de Portugese gemeente Fronteira en telt 2260 inwoners (2001).